# Tmolus crolus
Tmolus crolus är en fjärilsart som beskrevs av Pieter Cramer 1782. Tmolus crolus ingår i släktet Tmolus och familjen juvelvingar. Inga underarter finns listade i Catalogue of Life.